# Ołeh Barannik
Ołeh Wasylowycz Barannik, ukr. Олег Васильович Бараннік (ur. 20 marca 1992 we wsi Semeniwka, w obwodzie połtawskim, Ukraina) – ukraiński piłkarz, grający na pozycji napastnika.

## Kariera piłkarska

### Kariera klubowa
Wychowanek klubów Mołod' Połtawa i Dynamo Kijów, barwy których bronił w juniorskich mistrzostwach Ukrainy (DJuFL). W 2010 roku rozpoczął karierę piłkarską w drużynie rezerwowej Worskły Połtawa, a 2 października 2010 debiutował w Premier-lidze. 1 września 2016 został wypożyczony do klubu Hirnyk-Sport Horiszni Pławni do końca roku. W sierpniu 2017 przeniósł się do FK Połtawa. Na początku 2018 przeniósł się do klubu Naftowyk-Ukrnafta Ochtyrka. 1 sierpnia 2018 podpisał kontrakt z Awanhardem Kramatorsk.

### Kariera reprezentacyjna
Od 2013 broni barw młodzieżowej reprezentacji Ukrainy.